# Musée Granet

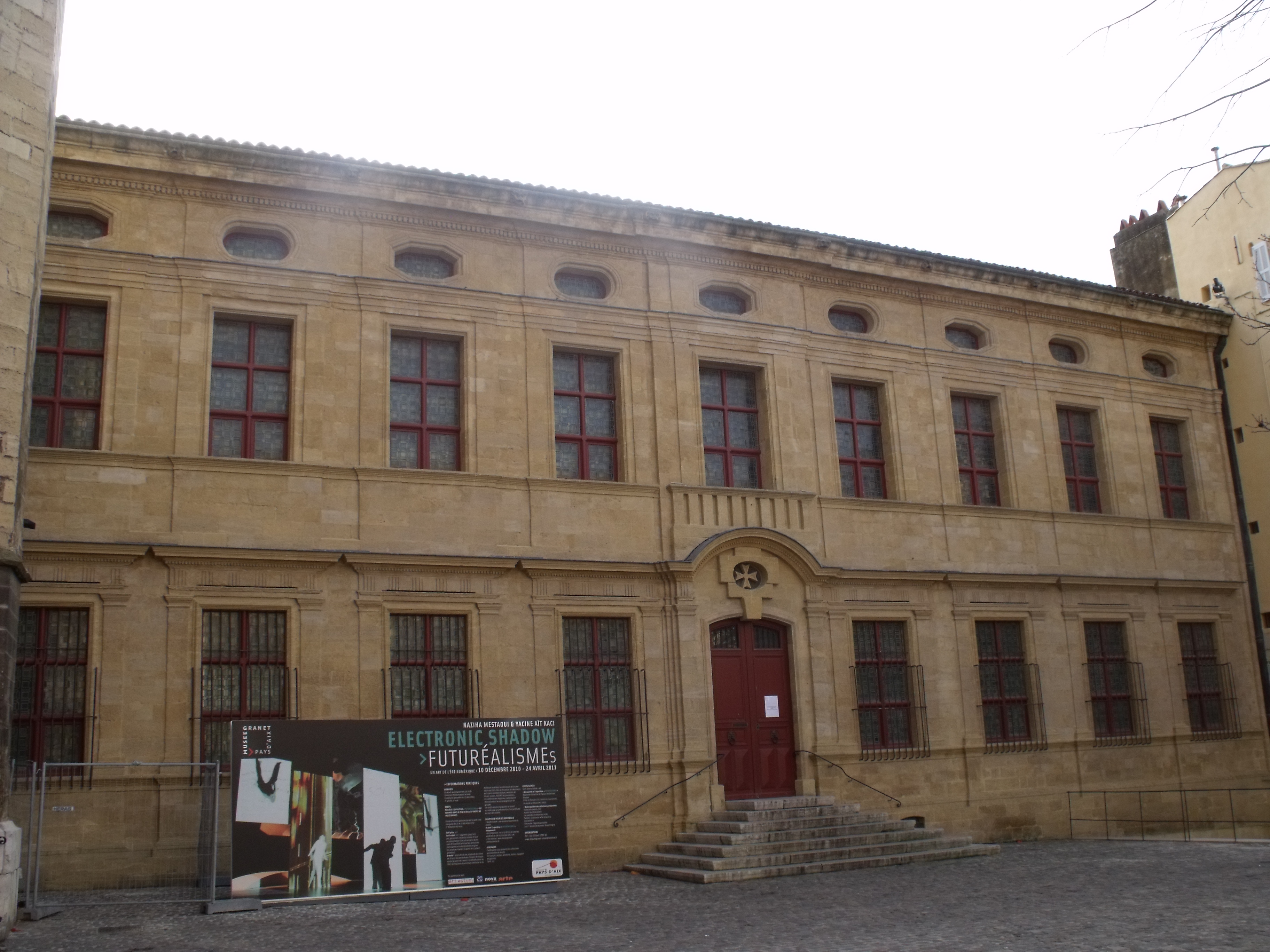
Fassade des Musée Granet

Das Musée Granet ist ein Kunstmuseum in Aix-en-Provence, das zu den ältesten und reichsten in Frankreich zählt.

## Geschichte

Logo des Musée Granet

Das Museum wurde 1765 gegründet. Den Grundstock bildete die Antikensammlung des Fauris de Saint-Vincent. Seit dem 19. Jahrhundert ist das Museum in einer Priorei des Malteserordens untergebracht, das 1671  auf dem Gelände der Kirche Saint-Jean-de-Malte im Mazarin-Viertel errichtet wurde. Die Einweihung fand 1838 unter dem Namen Musée d’Aix statt.

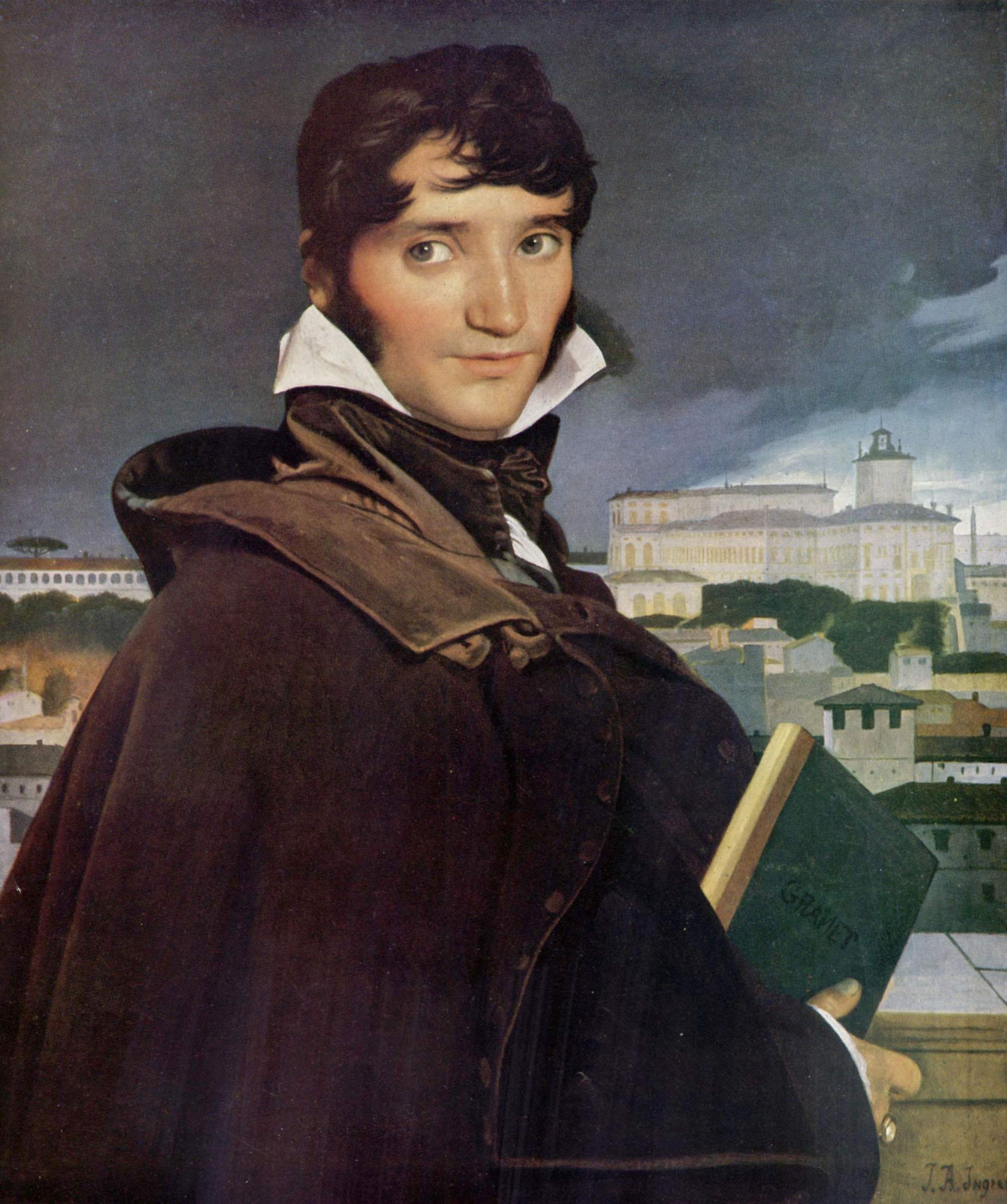
François Marius Granet,
Porträt von Ingres, 1809

1849 wurde die Antikensammlung durch Legate des Malers François Marius Granet (1775–1849) ergänzt, einem Freund von Jean-Auguste-Dominique Ingres, der seiner Geburtsstadt Aix alle in seinem Besitz befindlichen Kunstwerke vermachte. 200 Werke wurden gemäß seinem Testament dem Louvre übergeben. Die Sammlung wurde durch mehrere Stiftungen ergänzt: Jean-Baptiste de Bourguignon de Fabregoules zum Beispiel vermachte dem Museum 800 Kunstwerke.
Ab 1860 wurde der Granet-Flügel erbaut. Ein zweites Gebäude folgte 1870, ein drittes 1900 und vervollständigt wurde der Komplex um 1940.
1949 wurde das Museum zu Granets 100. Todestag umbenannt und trägt seitdem seinen Namen.
1984 gelangten acht exemplarische Bilder von Cézanne als ständige Leihgabe von Paris ins Musée Granet. Bis dahin konnte die Stadt kein einziges Gemälde dieses bedeutenden aus Aix stammenden Künstlers aufweisen.
Bedeutende zeitgenössische Kunstwerke entstammen einer anonymen Stiftung des Jahres 2000, die unter der Bezeichnung De Cézanne à Giacometti ausgestellt werden.
Sämtliche Gebäude wurden ab 1990 bis 2005 gründlich renoviert. Im Jahr 2006 erhielt das Museum einen 21 Millionen teuren Umbau und konnte nach umfangreichen Renovierungsarbeiten wieder eröffnet werden.
Die temporäre Ausstellung Picasso – Cézanne war bis zum 27. September 2009 im Musée Granet zu sehen.

## Sammlungen des Museums

### Archäologie

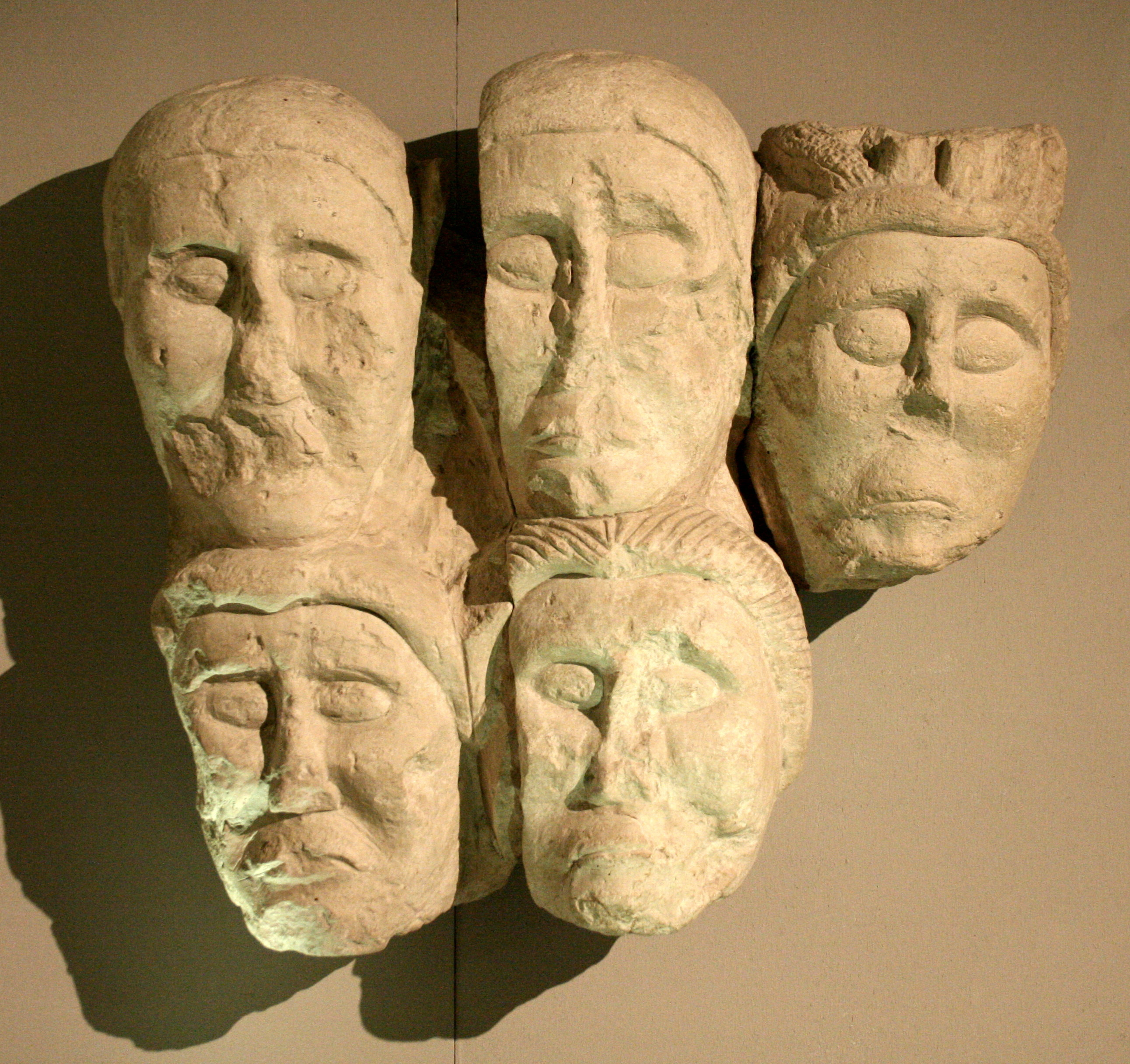
Fünf têtes coupées von Entremont

In der Eingangshalle beherbergt das Museum eine archäologische Sammlung, die Artefakte aus römischer Zeit und keltoligurische Fundstücke aus dem Oppidum Entremont zeigt. Ausgestellt sind Torsi von Jünglingsstatuen und die berühmten Kopfskulpturen (têtes coupées). Dabei handelt es sich um Nachbildungen abgetrennter Köpfe, die die Kelten ihren getöteten Gegner abnahmen und als Trophäen an den Eingängen ihrer Heiligtümer aufhängten. Ein Block in dem Museum zeigt fünf solcher Köpfe, die neben- und übereinander gestellt sind. Darüber hinaus werden einige römische Porträts, Sarkophage und Grabstelen ausgestellt.

### Bildende Kunst
Im Obergeschoss werden Gemälde gezeigt, die vor allem aus der Sammlung des Mäzens und Malers François Marius Granet stammen. Zu sehen sind romantische Landschaftsszenen aus Italien sowie kleine Landschaftsskizzen in Öl und Aquarell, die von Corot beeinflusst wurden. Von Jean-Auguste-Dominique Ingres (1780–1867) ist das Hauptwerk Jupiter und Thetis ausgestellt sowie ein Porträt von Granet, den er während seiner Ausbildungsjahre in Paris kennenlernte. Weitere Arbeiten im Musée Granet stammen von großen französischen Malern wie Henri Matisse und Fernand Léger.

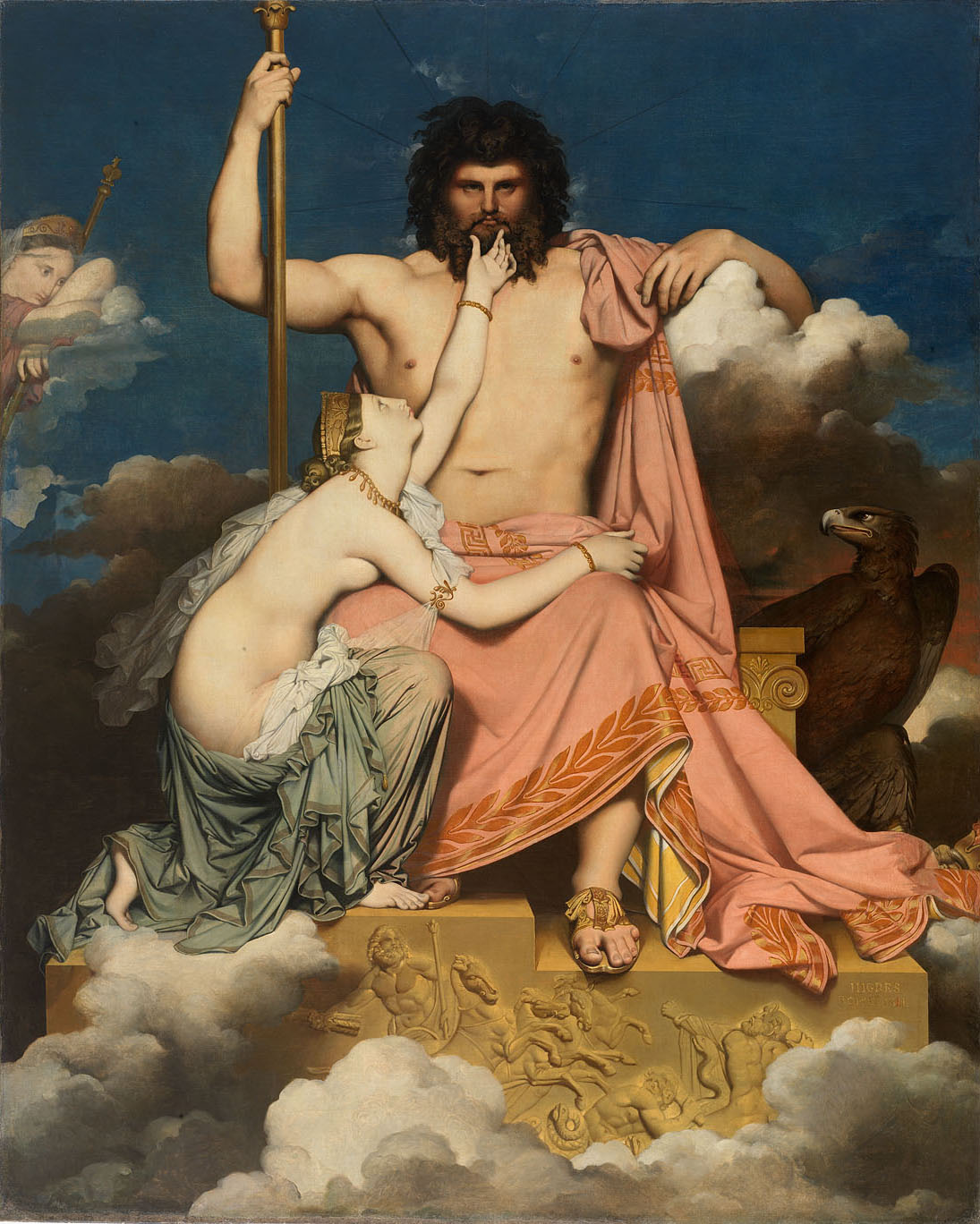
Jupiter und Thetis von Jean-Auguste-Dominique Ingres
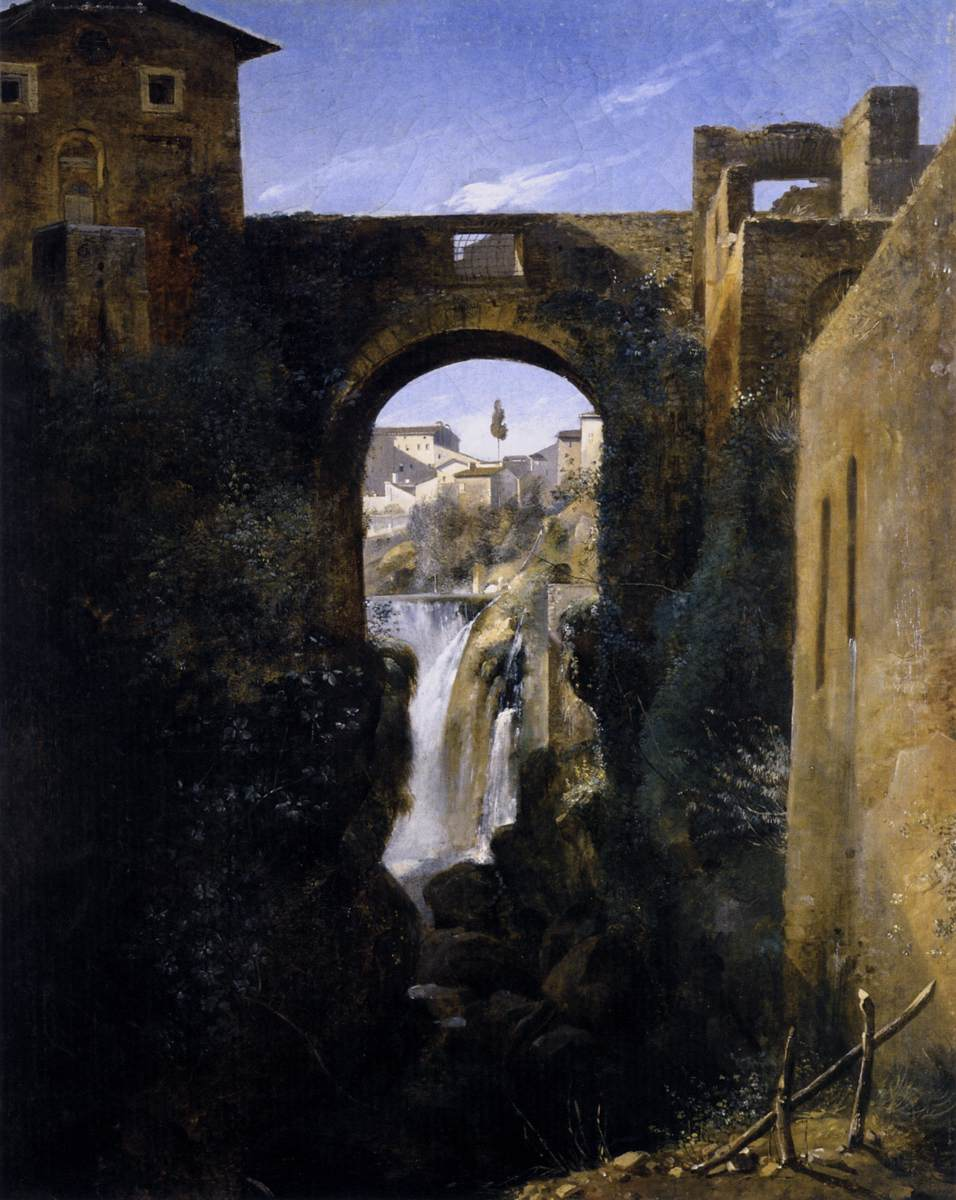
Brücke des San Rocco und Großer Wasserfall bei Tivoli von François-Marius Granet
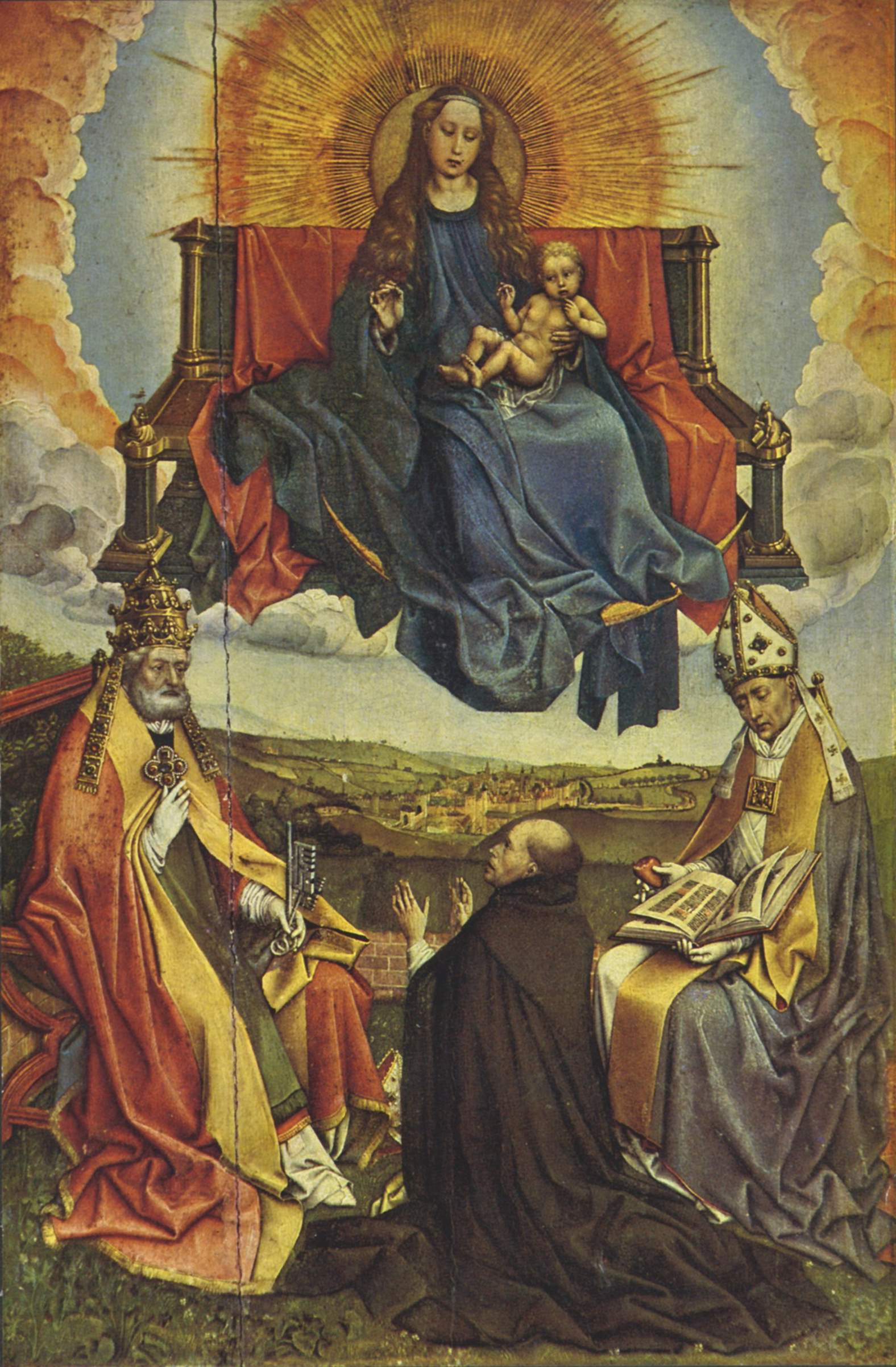
Hl. Jungfrau in der Glorie von Robert Campin

Von den niederländischen Malern sind Peter Paul Rubens (1577–1640) und Robert Campin (1375–1444) bzw. der „Meister von Flémalle“ vertreten. Sein Werk zeigt eine Dreiergruppe mit Petrus, Augustinus und einem Stifter, über der eine thronende Madonna schwebt. Daneben finden sich viele kleinere Werke und die Darstellung eines festlichen Gelages aus dem 16. Jahrhundert (Schule von Fontainebleau).

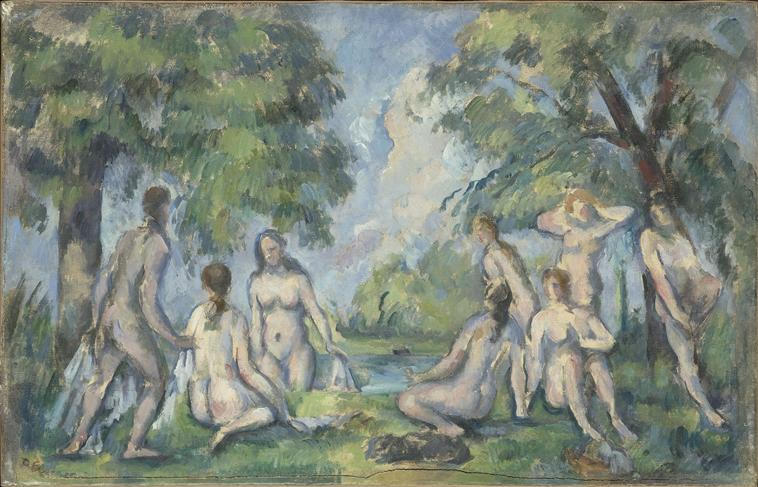
Paul Cézanne:
Les Baigneuses, um 1895

Als Hauptexponate des Museums gelten die Arbeiten des heimischen Künstlers Paul Cézanne, der 1839 in Aix-en-Provence geboren wurde. Die Bilder kamen als Dauerleihgabe aus Paris ins Musée Granet. Es handelt sich um kleinformatige Ölbilder, die den gesamten künstlerischen Werdegang des Malers abdecken. In der Sammlung ist allerdings keines, das das berühmte Motiv des Mont Sainte-Victoire zeigt. Als frühestes Werk der acht Bilder gilt „Der Musenkuss“, den Cézanne als Zwanzigjähriger vom Maler Félix Nicolas Frillie (1821–1863) kopierte. Zu den weiteren Gemälden zählen Landschaftsdarstellungen, Stillleben, Akte und Porträts, aber auch späte Arbeiten, die dem Kubismus zuzurechnen sind.